# دوبیشوویتسه (استان اوپوله)

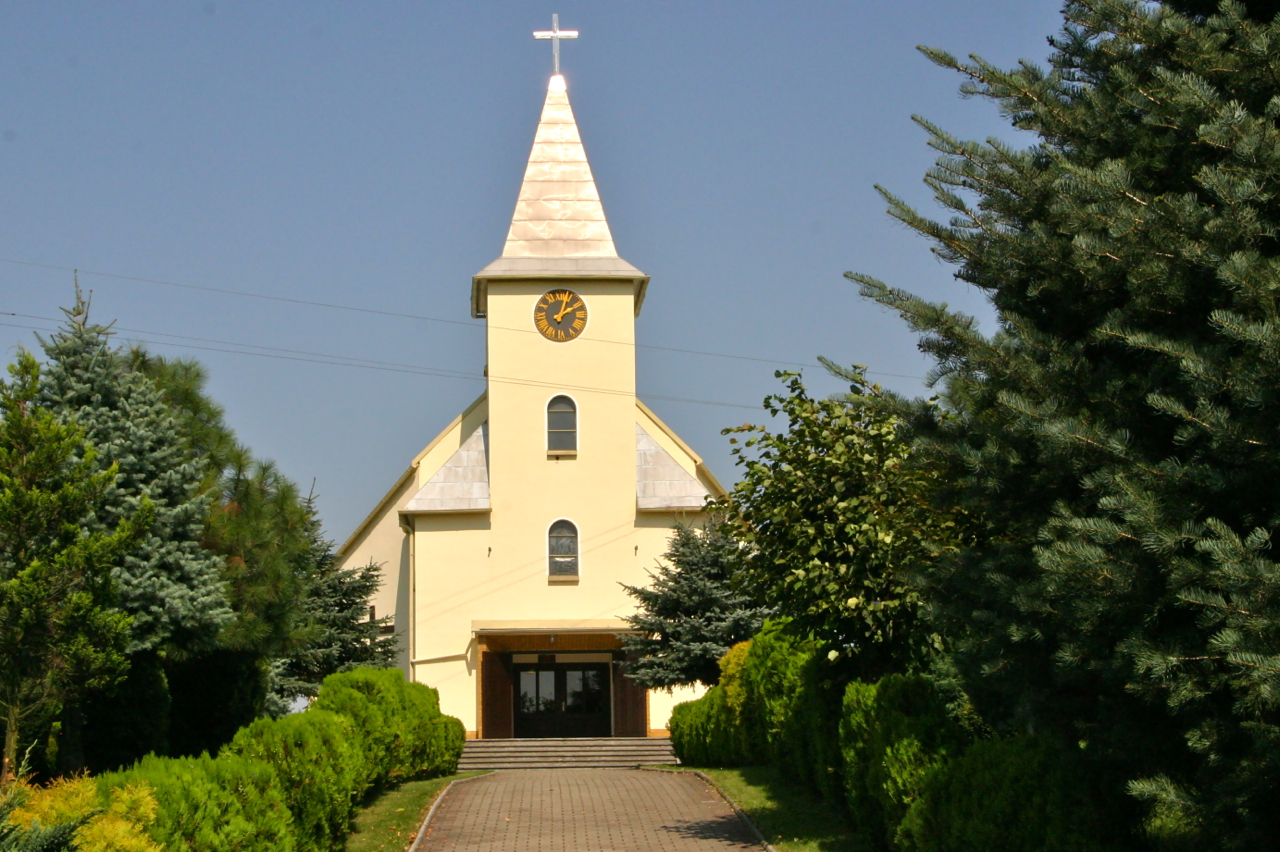
دوبیشوویسته

دوبیشوویتسه (به لهستانی:  Dobieszowice) یک روستا در لهستان است که در گمینا والتسه واقع شده‌است.